# Leroy Jenkins
Leroy Jenkins (11 marzo 1932 – 24 febbraio 2007) è stato un violinista, violista e compositore statunitense di musica jazz, noto per la sua attività nel campo del free jazz.

## Biografia
Nato a Chicago, Jenkins divenne insegnante di musica dopo essersi laureato alla Florida A&M University.
Mentre insegnava in una scuola pubblica, Jenkins aderì alla Association for the Advancement of Creative Musicians (AACM) e fu cofondatore della Creative Construction Company, assieme ad Anthony Braxton e altri. Condusse poi il gruppo Revolutionary Ensemble e formò un trio con  Anthony Davis e Andrew Cyrille.
Nel 1987 fu in tournée in Europa assieme al gruppo di Cecil Taylor.
Di recente si era dedicato al teatro musicale, ricevendo critiche favorevoli con Mother of Three Sons, Fresh Faust e The Negro Burial Ground. Lery Jenkins morì di tumore ai polmoni a Brooklyn.